# 1983 în literatură
- 1982 în literatură — 1983 în literatură — 1984 în literatură

Anul 1983 în literatură a implicat o serie de evenimente și cărți noi semnificative.

## Cărți noi
- Isaac Asimov - The Robots of Dawn
- Greg Bear - The Wind from a Burning Woman
- Samuel Beckett - Worstward Ho
- Thomas Berger - The Feud
- Thomas Bernhard - The Loser
- Jorge Luis Borges - Shakespeare's Memory
- Marion Zimmer Bradley - The Mists of Avalon
- Morley Callaghan - A Time for Judas
- Raymond Carver - Cathedral
- Hugo Claus - Het verdriet van België
- J. M. Coetzee - Life and Times of Michael K
- Jackie Collins - Hollywood Wives
- Basil Copper - The House of the Wolf
- Bernard Cornwell - Sharpe's Sword și Sharpe's Enemy
- Bernard & Judy Cornwell (ca Susannah Kells) - A Crowning Glory
- Roald Dahl - The Witches
- L. Sprague de Camp - The Reluctant King și The Unbeheaded King
- Jim Dodge - Fup
- Stephen R. Donaldson - White Gold Wielder: Book Three of The Second Chronicles of Thomas Covenant
- Allan W. Eckert - The Dark Green Tunnel
- Ken Follett - On Wings of Eagles
- Ernest J. Gaines - A Gathering of Old Men
- John Gardner - Icebreaker
- Gery Greer and Bob Ruddick - Max and Me and the Time Machine
- Mark Helprin - Winter's Tale
- Elfriede Jelinek - The Piano Teacher
- William Kennedy -Ironweed
- Stephen King - Christine
- Dean R. Koontz - Phantoms
- Louis L'Amour - The Lonesome Gods
- John le Carré - The Little Drummer Girl
- Mary Mackey - The Last Warrior Queen
- Norman Mailer - Ancient Evenings
- James A. Michener - Poland
- Anita Brian Moore - Cold Heaven
- R. K. Narayan - A Tiger for Malgudi
- Robert B. Parker - The Widening Gyre
- Tim Powers - The Anubis Gates
- Terry Pratchett - The Colour of Magic
- Salman Rushdie - Shame
- Joanna Russ - The Zanzibar Cat
- Danielle Steel - Changes (Danielle Steel novel)
- Walter Tevis - The Queen's Gambit
- Fay Weldon - The Life and Loves of a She-Devil
- A. N. Wilson - Scandal
- Robert Anton Wilson - Prometheus Rising
- Roger Zelazny - Unicorn Variations

## Decese
- 5 ianuarie - Chapman Grant, istoric
- 25 februarie - Tennessee Williams, dramaturg, poet și romancier american, laureat al premiului Pulitzer pentru dramă (n. 1911)
- 3 martie - Hergé, creator belgian de benzi desenate (n. 1907)
- 12 aprilie - Desmond Bagley, romancier
- 19 iunie - Vilmundur Gylfason, istoric islandez
- 16 septembrie - Roy Andries De Groot, scriitor despre nutriție

## Premii
- Premiul Nobel pentru Literatură: William Golding